# Ostružná (ort)
Ostružná är en ort i Tjeckien.   Den ligger i distriktet Okres Jeseník och regionen Olomouc, i den östra delen av landet, 190 km öster om huvudstaden Prag. Ostružná ligger 709 meter över havet och antalet invånare är 156.
Terrängen runt Ostružná är kuperad. Runt Ostružná är det glesbefolkat, med 19 invånare per kvadratkilometer. Närmaste större samhälle är Jeseník, 11,9 km öster om Ostružná. I omgivningarna runt Ostružná växer i huvudsak blandskog.